# Вольная борьба на летних Олимпийских играх 1972 — до 74 кг
Соревнования по вольной борьбе в рамках Олимпийских игр 1972 года в полусреднем весе (до 74 килограммов) прошли в Мюнхене с 27 по 31 августа 1971 года во «Wrestling-Judo Hall».
Турнир проводился по системе с начислением штрафных баллов.
- 0 штрафных очков в случае чистой победы или дисквалификации противника, а также неявки;
- 0,5 штрафных очка в случае победы ввиду явного технического превосходства (на восемь и более баллов);
- 1 штрафное очко в случае победы по баллам (с разницей менее восьми баллов);
- 2 штрафных очка в случае результативной ничьей;
- 2,5 штрафных очка в случае безрезультатной ничьей (пассивной ничьей);
- 3 штрафных очка в случае поражения по баллам (с разницей менее восьми баллов);
- 3,5 штрафных очка в случае поражения ввиду явного технического превосходства соперника (на восемь и более баллов);
- 4 штрафных очка в случае чистого поражения или дисквалификации а также неявки.

Трое оставшихся борцов выходили в финал, где проводили встречи между собой. Встречи между финалистами, состоявшиеся в предварительных схватках, шли в зачёт. Схватка по регламенту турнира продолжалась 9 минут в три трёхминутных периода, в партер ставили менее активного борца. Мог быть назначен овертайм.
В полусреднем весе боролись 25 участников. Самым молодым участником был 19-летний Брюс Экерс, самым возрастным 34-летний Нестор Гонзалес. Явного фаворита в турнире не было: на победу могли рассчитывать чемпион мира 1971 года, чемпион Европы 1969 года Юрий Гусов и чемпион мира 1970 года Уэйн Уэллс. Но Гусов, выиграв в двух встречах, следующие две проиграл и из турнира выбыл. Как отмечал советский тренерский штаб, «По результатам предшествующих Играм соревнований Гусов считался самым сильным и стабильным борцом, поэтому выбор тренеров пал на его кандидатуру. Однако психическое напряжение предолимпийских контрольных схваток оставило свой негативный след, и ему не удалось пробиться сквозь плотный заслон ведущих конкурентов». В то же время Уэйн Уэллс отборолся показательно, «провёл на высшем уровне все свои поединки, не оставляя ни одному из соперников никаких надежд на выигрыш». В финал вместе с Уэлссом вышли многократный призёр чемпионатов Европы по вольной и греко-римской борьбе Ян Карлссон и чемпион Европы 1972 года Адольф Зегер. Они оба проиграли Уэлссу, а Зегер уступил Карлссону ещё до финала.

## Призовые места
- Уэйн Уэллс (USA)
- Ян Карлссон (SWE)
- Адольф Зегер (FRG)

## Первый круг
| Штрафных баллов | Участник 1                      | Результат                     | Участник 2                | Штрафных баллов |
| --------------- | ------------------------------- | ----------------------------- | ------------------------- | --------------- |
| 0               | Тоситада Ёсида (JPN)            | Дисквалификация (пассивность) | Франциско Лебеке (CUB)    | 4               |
| 0               | Адольф Зегер (FRG)              | Туше (8:23)                   | Альфред Вурр (CAN)        | 4               |
| 1               | Юрий Гусов (URS)                | По очкам                      | Людовик Амбруш (ROU)      | 3               |
| 1               | Мухтияр Сингх (IND)             | По очкам                      | Брюс Экерс (AUS)          | 3               |
| 1               | Янчо Павлов (BUL)               | По очкам                      | Даниэль Робен (FRA)       | 3               |
| 0               | Роберт Блазер (SUI)             | Туше (5:06)                   | Башир Хани Абу Аси (LIB)  | 4               |
| 0,5             | Данзандаржаагийн Сэрээтэр (MGL) | За явным превосходством       | Бруно Хартманн (AUT)      | 3,5             |
| 0               | Уэйн Уэллс (USA)                | Туше (5:59)                   | Мехмет Али Демирташ (TUR) | 4               |
| 1               | Мирослав Мусиль (TCH)           | По очкам                      | Тони Шаклади (GBR)        | 3               |
| 0               | Вольфганг Ницшке (GDR)          | Туше (5:07)                   | Нестор Гонзалес (ARG)     | 4               |
| 0               | Ян Карлссон (SWE)               | Туше (2:28)                   | Шакар Хан Шакар (AFG)     | 4               |
| 1               | Миклош Урбанович (HUN)          | По очкам                      | Мухаммад Ягуб (PAK)       | 3               |
| 0               | Мансур Барзегар (IRI)           | Пропускал                     |                           |                 |

## Второй круг
| Штрафных баллов | Участник 1                | Результат               | Участник 2                      | Штрафных баллов |
| --------------- | ------------------------- | ----------------------- | ------------------------------- | --------------- |
| 0,5             | Мансур Барзегар (IRI)     | За явным превосходством | Тоситада Ёсида (JPN)¹           | 3,5             |
| 0               | Адольф Зегер (FRG)        | Туше (2:55)             | Франциско Лебеке (CUB)          | 8               |
| 1               | Юрий Гусов (URS)          | Туше (3:51)             | Альфред Вурр (CAN)              | 8               |
| 3,5             | Людовик Амбруш (ROU)      | За явным превосходством | Брюс Экерс (AUS)                | 6,5             |
| 3               | Даниэль Робен (FRA)       | Туше (2:24)             | Мухтияр Сингх (IND)             | 5               |
| 1               | Янчо Павлов (BUL)         | Туше (2:02)             | Башир Хани Абу Аси (LIB)        | 8               |
| 1               | Роберт Блазер (SUI)       | По очкам                | Бруно Хартманн (AUT)            | 6,5             |
| 0               | Уэйн Уэллс (USA)          | Туше (8:25)             | Данзандаржаагийн Сэрээтэр (MGL) | 4,5             |
| 5               | Мехмет Али Демирташ (TUR) | По очкам                | Тони Шаклади (GBR)              | 6               |
| 1               | Мирослав Мусиль (TCH)     | Туше (4:46)             | Нестор Гонзалес (ARG)           | 8               |
| 1               | Вольфганг Ницшке (GDR)    | По очкам                | Ян Карлссон (SWE)               | 3               |
| 5               | Мухаммад Ягуб (PAK)       | Ничья                   | Шакар Хан Шакар (AFG)           | 6               |
| 1               | Миклош Урбанович (HUN)    | Пропускал               |                                 |                 |

¹ Снялся с соревнований

## Третий круг
| Штрафных баллов | Участник 1             | Результат   | Участник 2                      | Штрафных баллов |
| --------------- | ---------------------- | ----------- | ------------------------------- | --------------- |
| 3               | Миклош Урбанович (HUN) | Ничья       | Мансур Барзегар (IRI)           | 2,5             |
| 1               | Адольф Зегер (FRG)     | По очкам    | Юрий Гусов (URS)                | 4               |
| 3,5             | Людовик Амбруш (ROU)   | Туше (2:27) | Мухтияр Сингх (IND)             | 9               |
| 3               | Даниэль Робен (FRA)    | Туше (4:17) | Роберт Блазер (SUI)             | 5               |
| 2               | Янчо Павлов (BUL)      | По очкам    | Данзандаржаагийн Сэрээтэр (MGL) | 7,5             |
| 0               | Уэйн Уэллс (USA)       | Туше (1:24) | Мирослав Мусиль (TCH)           | 5               |
| 1               | Вольфганг Ницшке (GDR) | Туше (8:18) | Мехмет Али Демирташ (TUR)       | 9               |
| 3               | Ян Карлссон (SWE)      | Туше (3:49) | Мухаммад Ягуб (PAK)             | 9               |

## Четвёртый круг
| Штрафных баллов | Участник 1            | Результат               | Участник 2             | Штрафных баллов |
| --------------- | --------------------- | ----------------------- | ---------------------- | --------------- |
| 2               | Адольф Зегер (FRG)    | По очкам                | Миклош Урбанович (HUN) | 6               |
| 2,5             | Мансур Барзегар (IRI) | Туше (6:18)             | Юрий Гусов (URS)       | 8               |
| 4               | Даниэль Робен (FRA)   | По очкам                | Людовик Амбруш (ROU)   | 6,5             |
| 2,5             | Янчо Павлов (BUL)     | За явным превосходством | Роберт Блазер (SUI)    | 8,5             |
| 1               | Уэйн Уэллс (USA)      | По очкам                | Вольфганг Ницшке (GDR) | 4               |
| 3               | Ян Карлссон (SWE)     | Туше (5:36)             | Мирослав Мусиль (TCH)  | 9               |

## Пятый круг
| Штрафных баллов | Участник 1         | Результат   | Участник 2             | Штрафных баллов |
| --------------- | ------------------ | ----------- | ---------------------- | --------------- |
| 2               | Адольф Зегер (FRG) | Туше (5:18) | Мансур Барзегар (IRI)  | 6,5             |
| 2               | Уэйн Уэллс (USA)   | По очкам    | Даниэль Робен (FRA)    | 7               |
| 3,5             | Янчо Павлов (BUL)  | По очкам    | Вольфганг Ницшке (GDR) | 7               |
| 3               | Ян Карлссон (SWE)  | Пропускал   |                        |                 |

## Шестой круг
| Штрафных баллов | Участник 1        | Результат   | Участник 2         | Штрафных баллов |
| --------------- | ----------------- | ----------- | ------------------ | --------------- |
| 4               | Ян Карлссон (SWE) | По очкам    | Адольф Зегер (FRG) | 5               |
| 2               | Уэйн Уэллс (USA)  | Туше (6:37) | Янчо Павлов (BUL)  | 7,5             |

## Финал

### Встреча 1
| Штрафных баллов | Участник 1         | Результат | Участник 2        | Штрафных баллов |
| --------------- | ------------------ | --------- | ----------------- | --------------- |
|                 | Уэйн Уэллс (USA)   | По очкам  | Ян Карлссон (SWE) |                 |
|                 | Адольф Зегер (FRG) | Пропускал |                   |                 |

### Встреча 2
| Штрафных баллов | Участник 1        | Результат | Участник 2         | Штрафных баллов |
| --------------- | ----------------- | --------- | ------------------ | --------------- |
|                 | Уэйн Уэллс (USA)  | По очкам  | Адольф Зегер (FRG) |                 |
|                 | Ян Карлссон (SWE) | Пропускал |                    |                 |